# Ranunculus membranaceus
Ranunculus membranaceus Royle – gatunek rośliny z rodziny jaskrowatych (Ranunculaceae Juss.). Występuje naturalnie w Pakistanie, Nepalu oraz Chinach (południowa część Gansu, południowo-zachodnia Mongolia Wewnętrzna, południowo-zachodnia Ningxia, prowincja Qinghai, północno-zachodni oraz południowy Syczuan, południowa część Sinciang i południowy Tybet). 

## Morfologia
PokrójBylina o owłosionych pędach. Dorasta do 2–30 cm wysokości.
LiścieSą proste lub potrójnie klapowane. Mają lancetowaty, podłużny lub liniowy kształt. Mierzą 1–7,5 cm długości oraz 0,5–1 cm szerokości. Są owłosione od spodu. Nasada liścia ma klinowy kształt. Ogonek liściowy jest nagi lub owłosiony i ma 1,5–8 cm długości.
KwiatySą pojedyncze. Pojawiają się na szczytach pędów. Mają żółtą barwę. Dorastają do 10–22 mm średnicy. Mają 5 owalnych działek kielicha, które dorastają do 3–7 mm długości. Mają od 5 do 7 owalnych płatków o długości 5–10 mm.
OwoceNagie niełupki o odwrotnie jajowatym kształcie i długości 1–2 mm. Tworzą owoc zbiorowy – wieloniełupkę o jajowatym kształcie i dorastającą do 4–7 mm długości.

## Biologia i ekologia
Rośnie na łąkach. Występuje na wysokości od 2700 do 5000 m n.p.m. Kwitnie od maja do sierpnia. Latem preferuje stanowiska w cieniu. Dobrze rośnie na wilgotnym i próchnicznym podłożu.

## Zmienność
W obrębie tego gatunku wyróżniono jedną odmianę:
- Ranunculus membranaceus var. pubescens (W.T. Wang) W.T. Wang